# Richard Briers
Richard David Briers (Raynes Park, Surrey, Inglaterra, 14 de enero de 1934 - Londres, Inglaterra, 17 de febrero de 2013) fue un actor inglés.

## Filmografía
- Girls at Sea (1958)
- Bottoms Up (1960)
- The Girl on the Boat (1961)
- Murder, She Said (1961)
- A Matter of WHO (1961)
- Doctor in Distress (1963)
- The Bargee (1964)
- Fathom (1967)
- All the Way Up (1970)
- Watership Down (1978)
- Rookery Nook (1970, TV film)
- A Chorus of Disapproval (1989)
- Henry V (1989)
- Peter's Friends (1992)
- Much Ado About Nothing (1993)
- A Midwinter's Tale (1995)
- Hamlet (1996)
- Spice World (1997)
- Love's Labour's Lost (2000)
- Unconditional Love (2002)
- Peter Pan (2003)
- As You Like It (2006)